# Drastic measures
Drastic measures is het negende studioalbum van Kansas.

## Inleiding
Door de ommezwaai naar meer religieuze teksten binnen Kansas, werd de band geconfronteerd met gelovigen die verhandelingen schreven met als basis die teksten. Deze verhandelingen werden soms dan weer uitgedeeld aan bezoekend publiek van concerten van de band. Zanger en violist Robby Steinhardt vond dat veel te ver gaan en stapte gedurende de tournee in 1982 uit Kansas. Dit had onder meer tot gevolg dat John Elefante de macht greep binnen Kansas hetgeen de klank van de band wijzigde richting het geluid van Foreigner en Loverboy, meer mainstream rock. Het karakteristieke vioolgeluid van Kansas verdween. Livgren zag dat dan weer niet zitten, hetgeen is terug te horen in een van zijn drie liedjes voor dit album: Mainstream ("it’s so predictable and everybody judges by the numbers that you’re selling"). Die bescheiden bijdrage aan composities van Livgren, bracht ook de christelijke teksten meer naar de achtergrond, waardoor Kansas binnen die groep weer publiek verloor. Het leverde een wat matig resultaat op (vergeleken met vorige albums) in de albumlijst Billboard 200 waar het in 21 weken “slechts” de 41e plek behaalde. De hitnoteringen van Drastic measures waren overigens een puur Amerikaanse aangelegenheid geworden. Dat is onder meer terug te vinden in OOR's Pop-encyclopedie, de eerste versies hadden Kansas als apart lemma; later werd alleen een kopje aan de band gewijd onder de noemer symfonische rock (b.v. versie 1992).
Onderlinge spanningen leidde ertoe dat na de promotietoer Kansas werd ontbonden, alhoewel Elefante, Williams en Ehart nog het nummer Perfect lover voor verzamelalbum The best of Kansas opnamen. Van Drastic measures werd Fight fire with fire een bescheiden hit in de Verenigde Staten en belandde daardoor op latere verzamelalbums.  Livgren en Hope gingen verder onder de bandnaam AD.
Het ontwerp was weer in handen van Tom Drennon, die de in de VS enigszins bekende Glen Wrexler als fotograaf inzette.

## Musici
- John Elefante – toetsinstrumenten, zang
- Kerry Livgren – gitaar, toetsen
- Rich Williams – gitaar
- Dave Hope – basgitaar
- Phil Ehart – drumstel, percussie

Met
- Jim Vest – steelguitar (tracks 4 en 7)
- David Pack, Terry Brock en Kyle Henderson - achtergrondzang

## Muziek
| Nr. | Titel                                                | Duur |
| --- | ---------------------------------------------------- | ---- |
| 1.  | Fight fire with fire (John Elefante, Dino Elefante)  | 3:40 |
| 2.  | Everybody’s my friend (John Elefante, Dino Elefante) | 4:09 |
| 3.  | Mainstream (Livgren)                                 | 6:36 |
| 4.  | Andi (John Elefante)                                 | 4:15 |

| Nr. | Titel                                                    | Duur |
| --- | -------------------------------------------------------- | ---- |
| 1.  | Going through the motions (John Elefante, Dino Elefante) | 5:43 |
| 2.  | Get rich (John Elefante, Dino Elefante)                  | 3:43 |
| 3.  | Don’t take your love away (John Elefante, Dino Elefante) | 3:44 |
| 4.  | End of the age (Livgren)                                 | 4:33 |
| 5.  | Incident on a bridge (Livgren)                           | 5:37 |

Andi gaat over een transgender ("She’s trapped inside a little boy’s body")